# リンダ・ニコルソン
リンダ・ニコルソン（Linda Nicholson, 1955年4月21日 - ）は、イギリス出身の鍵盤楽器奏者。
ロンドンの生まれ。ロンドン大学を経て、王立音楽大学でケンダル・テイラーにピアノ、ルース・ダイソンにチェンバロを師事する。パリ国際フォルテピアノ・コンクールおよびブルージュのフランドル音楽祭コンクールで優勝する。1978年からロンドン・ピアノフォルテ・トリオのメンバーとして活動している。2004年にはドメニコ・スカルラッティのソナタを、作曲家自身が使ったとされるタイプのフォルテピアノの複製を使って演奏した。

## 主要ディスコグラフィ
- London Fortepiano Trio (1987). Mozart piano trios. Hyperion. OCLC 18431713
- Wolfgang Amadeus Mozart (1996). Complete Violin Sonatas. Erato. OCLC 699020770
- Ludwig van Beethoven (2009). Complete violin sonatas. / Vol. 1. Accent. OCLC 368059811
- Ludwig van Beethoven (2009). Complete violin sonatas. / Vol. 2. Accent. OCLC 497028844
- Ludwig van Beethoven (2010). Complete violin sonatas. / Vol. 3. Accent. OCLC 587324310
- Ludwig van Beethoven (2010). Complete violin sonatas. / Vol. 4. Accent. OCLC 666280386